# جورج أرميتاج
جورج أرميتاج (بالإنجليزية: George Armitage)‏ هو كاتب سيناريو ومنتج أفلام ومخرج وممثل أمريكي، ولد في 1942 بهارتفورد في الولايات المتحدة.

## أعمال

### أفلام
- (2004) الوثبة الكبيرة

## وصلات خارجية
- جورج أرميتاج على موقع IMDb (الإنجليزية)
- جورج أرميتاج على موقع ألو سيني (الفرنسية)
- جورج أرميتاج على موقع تيرنر كلاسيك موفيز (الإنجليزية)
- جورج أرميتاج على موقع أول موفي (الإنجليزية)
- جورج أرميتاج على موقع قاعدة بيانات الأفلام السويدية (السويدية)
- جورج أرميتاج على موقع إن إن دي بي (الإنجليزية)
- جورج أرميتاج على موقع قاعدة بيانات الفيلم (الإنجليزية)
- جورج أرميتاج على موقع كينوبويسك (الروسية)